# Нисте
Нисте (нем. Nieste) — община в Германии, в земле Гессен. Подчиняется административному округу Кассель. Входит в состав района Кассель. Население составляет 1808 человек (на 31 декабря 2010 года). Занимает площадь 4,05 км².